# 輸送機用機雷投下装置
輸送機用機雷投下装置（ゆそうきようきらいようかそうち）は、防衛省の技術研究本部にて開発された輸送機へ搭載する機雷敷設装置である。Aerial Mine Launcher Systemの略称からAMLSとも呼ばれる。
海上自衛隊八戸航空基地に訓練用として試作品1台のみが配備されている。

## 概要
機雷戦は敷設のタイミングが非常に重要であり、出来るだけ短時間で大量の機雷を敷設することが望ましい。そのため航空機による敷設が重視されているが、従来の哨戒機からの敷設では搭載できる数量が限られる。そのため、航空自衛隊の輸送機へ搭載して一度に大量の機雷を敷設することを目的に開発された。

## 開発
昭和58年度から平成4年度までの約10年間を費やして開発された。試験試作費は約53億円で、量産数8台の見積量産単価は3億円とされた。平成5年度に部隊使用承認を受けている。

## 詳細
航空自衛隊のC-130H輸送機に搭載され、低高度からパレットに載せられたパラシュート付きの機雷を予め設定した間隔で連側的に投下する。パレットは投下途中で機雷と分離し、機雷は海中へ没して敷設される。また、緊急時投下システムがあり、アクシデントの際には一斉投下も可能となっている。輸送機への搭載の際には専用のカーゴローダを用いる。
有事の際は大量の機雷を急速に敷設することによって、第一列島線の緊急閉塞が期待されていた。

## 配備
運用にあたって航空自衛隊のC-130H輸送機を使用することから使用の度に航空自衛隊の協力を得なければならず、また他の装備品等の整備に比べ予算上の優先順位が劣るとして調達は実現されなかった。そのため海上自衛隊八戸航空基地で試作品1台のみが配備され、訓練に使用されている。このことは会計検査院の平成16年度決算検査報告にも、調達数量が見積量産単価前提数量を下回っている開発装備品の中で、全く量産されていないものとして特に事例紹介されている。
なお、海上自衛隊は輸送機としてC-130Rを6機導入しており、本装置が再び調達される可能性もある。